# Stare Biskupice (województwo lubuskie)
Stare Biskupice (niem. Bischofsee) – wieś sołecka w Polsce, położona w województwie lubuskim, w powiecie słubickim, w gminie Słubice. Wieś położona jest ok. 6 km na północny wschód od Słubic, nad Jeziorem Biskupickim przy drodze lokalnej Słubice – Nowe Biskupice.

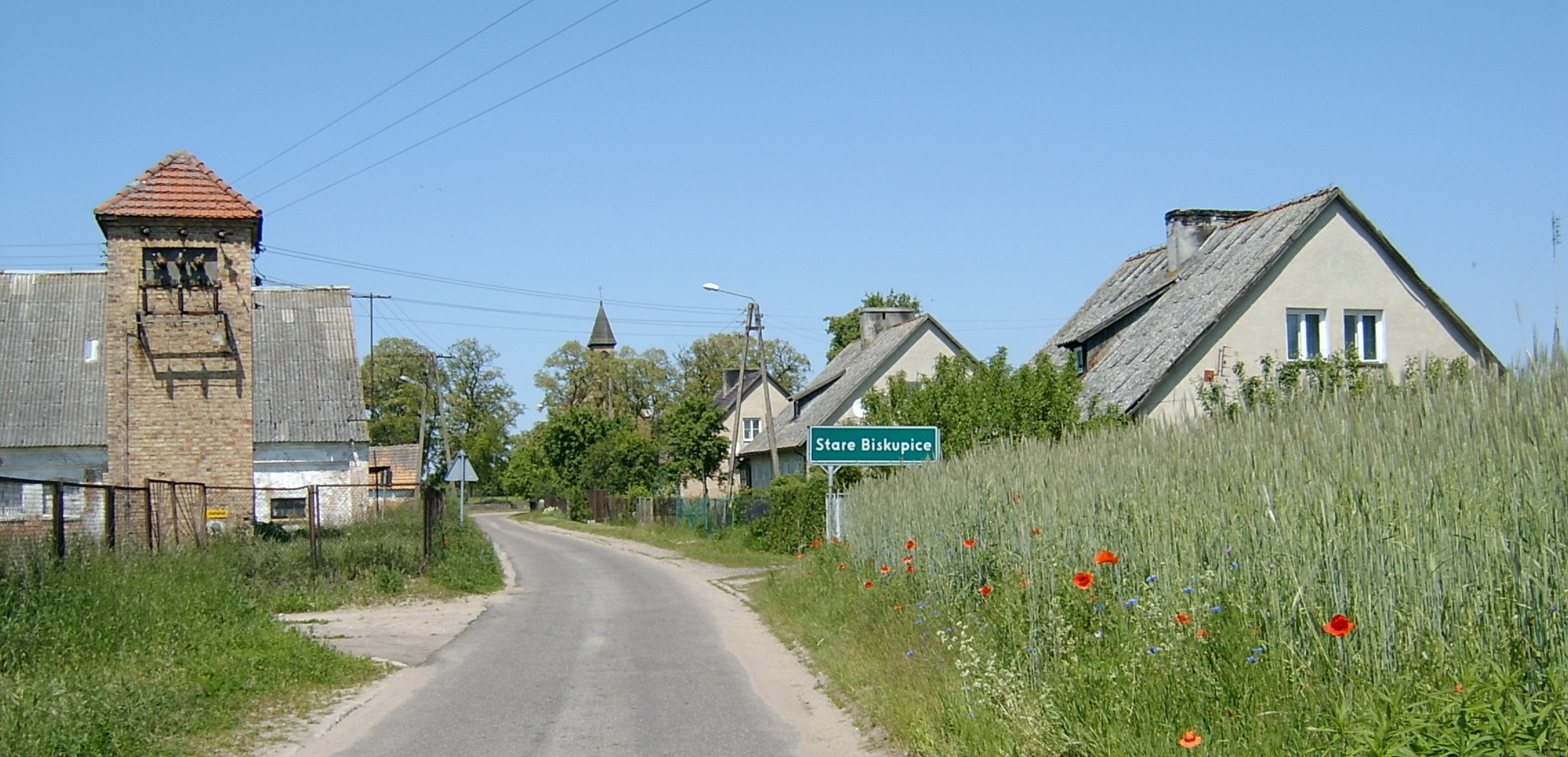
Widok na wieś
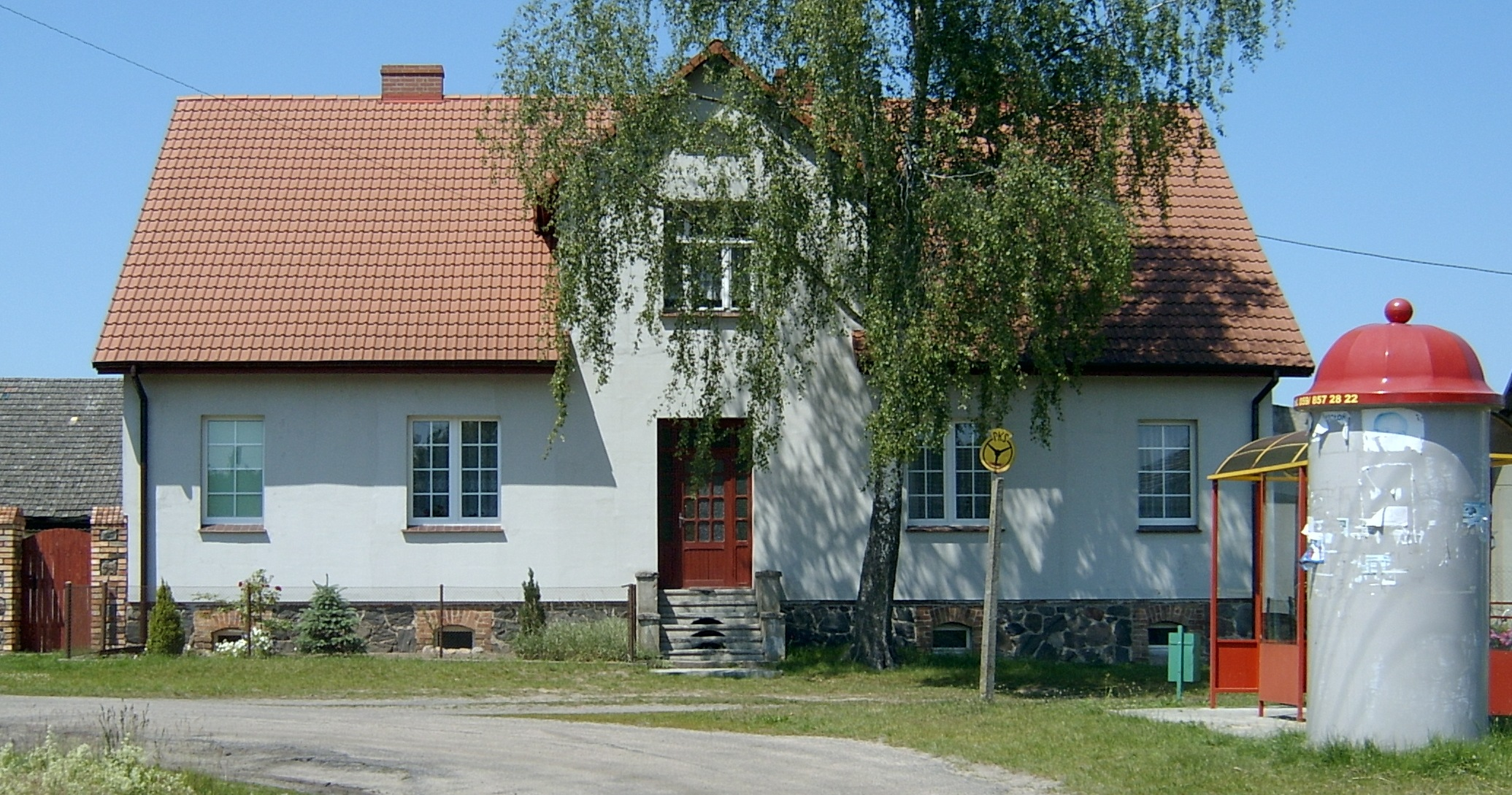
Dom mieszkalny w Starych Biskupicach

## Historia
Najstarsza zachowana wzmianka o miejscowości, gdzie użyto nazwy „Biscouisse”, znajduje się w rejestrze dziesięciny biskupstwa lubuskiego z ok. 1400.
Od 1873 do 1945 r. wieś wchodziła w skład powiatu Weststernberg w rejencji frankfurckiej pruskiej prowincji Brandenburgia.
Od 1945 r. w granicach Polski. W miejscowości działało Gospodarstwo Rolne w Starych Biskupicach wchodzące w skład Rolniczej Spółdzielni Produkcyjnej „Nadodrze” w Kunowicach. W latach 1975–1998 miejscowość położona była w województwie gorzowskim.

## Zabytki

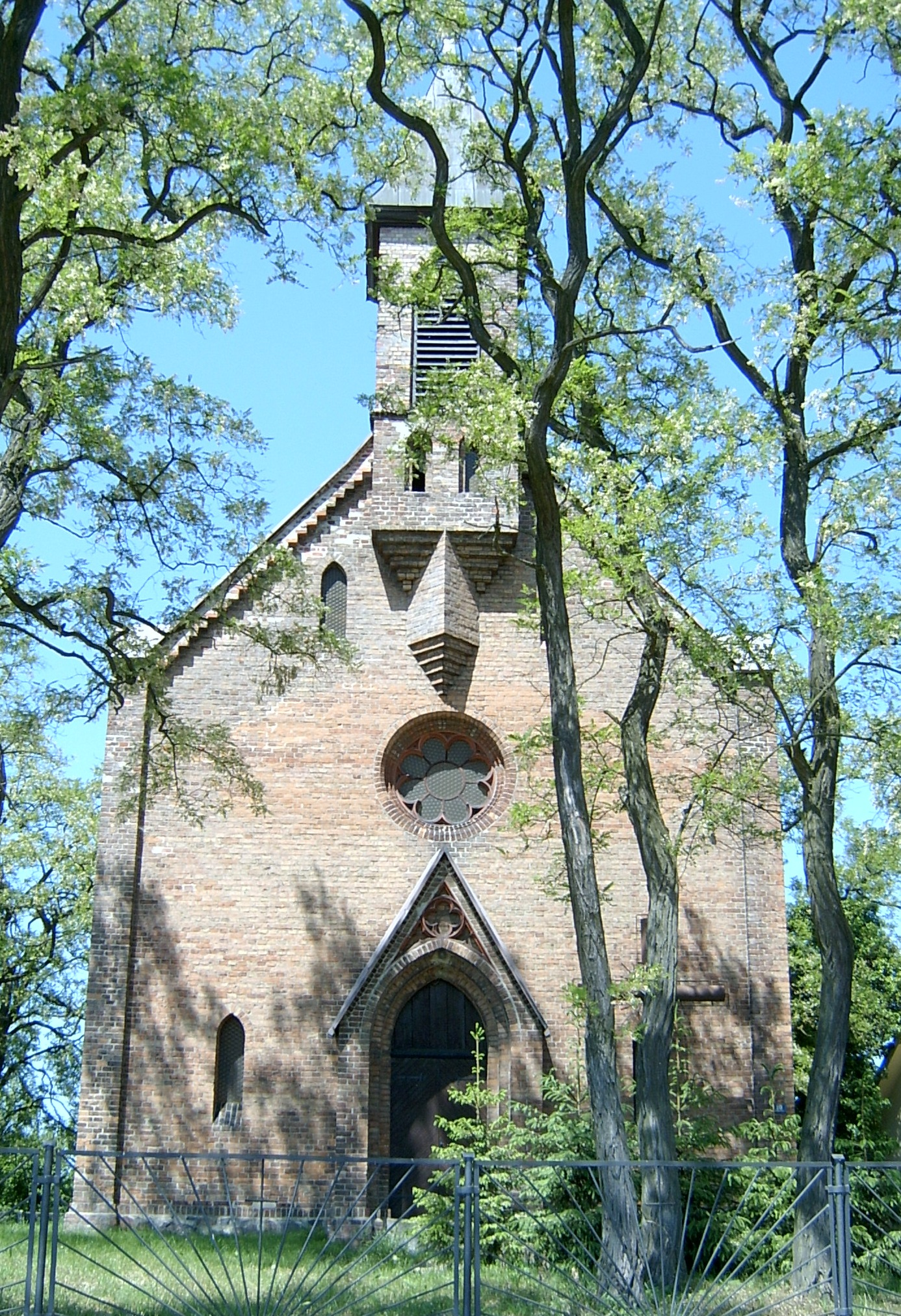
Kościół katolicki w Starych Biskupicach

- kościół pw. Niepokalanego Poczęcia NMP z 1867 roku (wpis do rejestru zabytków pod numerem L-596/A)
- cmentarz przykościelny z XIX w.